# Хајдучке и ускочке пјесме
Хајдучке и ускочке пјесме су циклус српске епске народне поезије из периода османске власти. Правилнији назив за пјесме из овог периода био би пјесме средњих времена како их је Вук Караџић назвао, јер поред пјесама о хајдуцима и ускоцима у овом циклусу има пјесама о дешавањима из међународне историје (османски покушај освајања Беча, турско-руски ратови) или о односу хришћанске (српске) цркве и Османског царства. У хајдучком и ускочком циклусу нема довољне повезаности, ни јединственог прегледа догађаја, па се дешава да исти ликови, посебно турски, гину више пута.
Главни мотив који се јавља у готово свим песмама овог циклуса су јунаштво и издржљивост хајдука, њихова честитост и одлучност да се одупру отпору и издрже најтеже муке. О хајдуцима се пева као храбрим српским одметницима и заштитницима поробљеног српског народа. Представљали су осветничку руку народа која турским освајачима није давала миран живот знајући да могу бити мета хајдука.
После пада Босне и Херцеговине под турску власт, многи људи из ових крајева су побегли у Далмацију и утврдили се прво у граду Клису, а затим у Сењу. Ступили су у аустријску војску и бранили своју територију од турских напада. То су били ускоци који су прелазили (ускакали) преко границе на турску територију,пљачкали и са пленом се враћали преко границе.
Борба хајдука и ускока се не разликује много, јер су и једни и други били осветници и заштитници народа. Па ипак, ускоци су се разликовали од хајдука по начину живота и ратовања. Док су хајдуци живели по горама и шумама и скривали се код јатака, дотле су ускоци имали своје породице и са њима живели у својим домовима. Хајдуци су имали мање чете, а ускоци су нападали у већим групама.
Пјесме о временима османске владавине, као и преткосовске и косовске пјесме, сабирају се у више тематских кругова, у чијем средишту су јунаци или групе јунака, као што су: круг око Старине Новака и његове дружине и његовог сина Грујице, круг око Мијата Томића, око Баје Пивљанина, круг око сењских ускока гдје су главни јунаци Сењанин Иво, Сењанин Тадија, Комнен Барјактар и други, круг око котарских ускока, где се јављају Стојан Јанковић, његов отац Јанко Митровић, Илија Смиљанић, Вук Мандушић и многи други.
У хајдучки и ускочки циклус спадају сљедеће пјесме:
- Иво Сенковић и ага од Рибника
- Женидба од Задра Тодора
- Мали Радојица
- Отац
- Предраг и Ненад (Вук Караџић, 1845)
- Ропство Јанковић Стојана
- Смрт Сењанина Ива
- Стари Вујадин
- Старина Новак и кнез Богосав
- Пуче пушка Цвијана Шарића (Вук Караџић, 1846)
- Сењанин Тадија